# KS Besëlidhja Lezhë
KS Besëlidhja Lezhë je albánský fotbalový klub z Lezhë. Klub byl založen roku 1930 ve městě Lezhë. Domovským stadionem je Stadiumi Besëlidhja s kapacitou 7 000 diváků. Současným trenérem je Ridvan Kulli.